# UFC on ESPN: Font vs. Aldo
UFC on ESPN: Font vs. Aldo（ユーエフシー・オン・イーエスピーエヌ：フォント・バーサス・アルド、別名UFC on ESPN 31）は、アメリカ合衆国の総合格闘技団体「UFC」の大会の一つ。2021年12月4日、ネバダ州ラスベガスのUFC APEXで開催された。

## 大会概要
本大会はロブ・フォントとジョゼ・アルドのバンタム級戦が組まれた。

## 試合結果

### プレリミナリーカード
第1試合 バンタム級 5分3R
○  ヴィンス・モラレス vs.  ルイス・スモルカ ×
1R 2:02 KO（右フック→パウンド）
第2試合 ライト級 5分3R
○  クラウディオ・プエレス vs.  クリス・グレッツェマーカー ×
3R 3:25 膝十字固め
第3試合 ライトヘビー級 5分3R
○  ウィリアム・ナイト vs.  アロンゾ・メニフィールド ×
3R終了 判定3-0（29-28、29-28、29-28）
第4試合 女子ストロー級 5分3R
○  シャイアン・ブリスマス vs.  マロリー・マーティン ×
3R終了 判定3-0（30-27、29-28、29-28）
第5試合 ウェルター級 5分3R
○  ブライアン・バーバリーナ vs.  ダリアン・ウィークス ×
3R終了 判定3-0（29-28、29-28、29-28）
第6試合 フライ級 5分3R
○  マネル・ケイプ vs.  ジャルガス・ジュマグロフ ×
1R 4:02 TKO（スタンドパンチ連打）
第7試合 ミドル級 5分3R
○  ドゥスコ・トドロビッチ vs.  マキ・ピトーロ ×
1R 4:34 TKO（パウンド）

### メインカード
第8試合 ウェルター級 5分3R
○  アレックス・モロノ vs.  ミッキー・ガル ×
3R終了 判定3-0（30-27、30-27、30-27）
第9試合 ミドル級 5分3R
○  クリス・カーティス vs.  ブレンダン・アレン ×
2R 1:58 TKO（左膝蹴り）
第10試合 ライト級 5分3R
○  クレイ・グイダ vs.  レオナルド・サントス ×
2R 1:21 リアネイキドチョーク
第11試合 ライトヘビー級 5分3R
○  ジャマール・ヒル vs.  ジミー・クルート ×
1R 0:48 KO（右フック→パウンド）
第12試合 ライト級 5分3R
○  ラファエル・フィジエフ vs.  ブラッド・リデル ×
3R 2:20 TKO（右ホイールキック）
第13試合 バンタム級 5分5R
○  ジョゼ・アルド vs.  ロブ・フォント ×
5R終了 判定3-0（50-45、50-45、49-46）

### 各賞
ファイト・オブ・ザ・ナイト：シャイアン・ブリスマス vs. マロリー・マーティン
パフォーマンス・オブ・ザ・ナイト：ラファエル・フィジエフ、ジャマール・ヒル、クレイ・グイダ、クリス・カーティス
各選手にはボーナスとして5万ドルが授与された。

### カード変更
負傷などによるカードの変更は以下の通り。